# Comuna Gura Padinii, Olt
Gura Padinii este o comună în județul Olt, Oltenia, România, formată din satele Gura Padinii (reședința) și Satu Nou.

## Demografie
Componența etnică a comunei Gura Padinii
     Români (93,11%)
     Romi (1,69%)
     Alte etnii (0%)
     Necunoscută (5,2%)
Componența confesională a comunei Gura Padinii
     Ortodocși (94,48%)
     Alte religii (5,52%)
Conform recensământului efectuat în 2021, populația comunei Gura Padinii se ridică la 1.539 de locuitori, în scădere față de recensământul anterior din 2011, când fuseseră înregistrați 1.693 de locuitori. Majoritatea locuitorilor sunt români (93,11%), cu o minoritate de romi (1,69%), iar pentru 5,2% nu se cunoaște apartenența etnică. Din punct de vedere confesional, majoritatea locuitorilor sunt ortodocși (94,48%).

## Politică și administrație
Comuna Gura Padinii este administrată de un primar și un consiliu local compus din 11 consilieri. Primarul, Gicu Cranta[*], de la Partidul Social Democrat, este în funcție din 2012. Începând cu alegerile locale din 2024, consiliul local are următoarea componență pe partide politice:
|  | Partid                    | Consilieri | Componența Consiliului | Componența Consiliului | Componența Consiliului | Componența Consiliului | Componența Consiliului | Componența Consiliului | Componența Consiliului | Componența Consiliului | Componența Consiliului |
|  | ------------------------- | ---------- | ---------------------- | ---------------------- | ---------------------- | ---------------------- | ---------------------- | ---------------------- | ---------------------- | ---------------------- | ---------------------- |
|  | Partidul Social Democrat  | 9          |                        |                        |                        |                        |                        |                        |                        |                        |                        |
|  | Partidul Național Liberal | 2          |                        |                        |                        |                        |                        |                        |                        |                        |                        |